# Mi de l'Altar b
Mi de l'Altar b (Mi Arae b), també anomenat HD 160691 b, és un planeta extrasolar que orbita al voltant de l'estrella subgegant groga Mi de l'Altar. Està situa a la constel·lació de l'Altar, a aproximadament 49,8 anys llum de distància a la Terra. Forma part d'un sistema planetari, on, va ser el primer a descobrir-se, a més a més de ser el tercer en ordre de distància al seu estel.

## Descobriment
Aquest planeta extrasolar, va ser descobert principalment pels astrònoms Paul Butler, i Geoffrey Marcy, el 12 de desembre de l'any 2000, a Califòrnia, Estats Units. Com la majoria d'exoplanetes, aquest, va ser descobert gràcies a la tècnica de la velocitat radial, és a dir, mesurant la influència gravitacional del planeta a l'estel al voltant del qual orbita.

## Característiques
HD 160691 b, té una massa mínima d'1,676 masses jovianes, o el que seria el mateix, 532,6 masses terrestres, i, el seu radi, com a mínim, és 0,98 vegades més gran que el del gegant gasós del sistema solar, cosa que equival a 11,03 vegades el radi de la Terra. A causa del fet que mai s'ha pogut observar directament, es desconeixen certes dades sobre Mi de l'Altar b, com la densitat, o la força de gravitació, cosa que es pot descobrir en el futur. El seu semieix major, és d'aproximadament 1.497 ua, que serien 223 milions de quilòmetres, semblant al de Mart, i el seu període orbital, s'ha estimat en 643,25 dies, equivalent a 1,7611 anys, a més a més de tenir una excentricitat orbital aproximadament de 0.128, similar al planeta nan Makemake.

## Habitabilitat
Ja que aquest planeta orbita al voltant d'un estel similar al Sol, a la distància que es troba, entra dins de la zona habitable d'aquest sistema, com el gegant gasós 55 del Cranc f. Degut a la seva enorme massa, és pràcticament impossible que sigui un planeta tel·lúric, cosa que fa que per ell mateix no sigui habitable, encara que, si aquest planeta tingués algun hipotètic satèl·lit, el cos que orbitaria al seu voltant podria albergar vida, sempre que, no arribés massa radiació estel·lar que podria acabar amb qualsevol organisme viu.
Coordenades:  17h 44m 08,7s; −51° 50′ 03″